# Thin-le-Moutier
 Thin-le-Moutier  là một xã ở tỉnh Ardennes, thuộc vùng Grand Est ở phía bắc nước Pháp.